# Cenobita

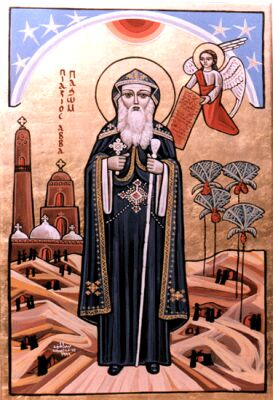
Ícone copta de São Pacômio, fundador do monasticismo cenobita cristão.

Um cenobita (do  grego,  κοινόβιο, de κοινός, transl. koinós, "comum", mais  βίος,  transl. bios, "vida":  'que vive em comunidade', pelo latim tardio coenobĭum,ĭi 'convento, mosteiro' e, daí,  cenobīta,ae)  é um  monge que vive em comunidades retiradas, geralmente com os mesmos interesses ou princípios.
Um grupo de cenobitas forma o que se conhece por cenóbio. O monasticismo cenobítico existe em diversas religiões, do Budismo ao Cristianismo, e tem sido a forma mais proeminente de vida monástica no mundo.
Foi uma das formas que do monasticismo praticado nos primeiros tempos do cristianismo. O cenobitismo cristão caracteriza-se pela vida  em comunidade, com divisão do tempo de trabalho, oração e liturgia. Entre os padres cenobitas estava Basílio de Cesareia (ca. 330-379), que considerava o cenobitismo como um retorno à comunidade cristã originária.O cenobitismo difere do monasticismo eremítico justamente pela vida em comunidade, pois o eremita afasta-se do contato com o mundo para assim melhor buscar a Deus. Normalmente os cenobitas pertencem a uma ordem religiosa de clausura monástica, vivendo de acordo com uma regra, ou seja, uma coleção de preceitos, tais como a Regra de São Bento.